# Braga amapaensis
Braga amapaensis är en kräftdjursart som beskrevs av Vernon E. Thatcher 1996. Braga amapaensis ingår i släktet Braga och familjen Cymothoidae. Inga underarter finns listade i Catalogue of Life.